# A Imortal do Zugzwang
A Imortal do Zugzwang foi uma famosa partida de xadrez disputada entre Friedrich Sämisch e Aaron Nimzowitsch, em Copenhague, Dinamarca, no ano de 1923, que ilustra o tema tático no qual o jogador a fazer o lance se encontra em posição desfavorável por não dispor de opções eficazes.